# Veliki vzhodni erg
Veliki vzhodni erg (arabsko العرق الشرقي الكبير) je velik erg ali peščeno morje v puščavi Sahara. Veliki vzhodni erg, ki je večinoma v saharskem nižavju severovzhodne Alžirije, pokriva območje približno 600 km široko in 200 km od severa proti jugu. Severovzhodni rob erga se razliva v sosednjo Tunizijo.

## Naravni pojavi
Veliki vzhodni erg je puščava, naravno območje z zelo malo padavinami. Je največji Erg v Alžiriji, naslednji po velikosti je veliko manjši Veliki zahodni erg ("Zahodno peščeno morje"). Največji erg Sahare je verjetno Libijska puščava (As-Sahra al-Libiyah), ki se razteza na notranji meji Libije in Egipta. Erg je berberska beseda in tudi geografski umetniški izraz.
Veliki vzhodni erg je bil včasih povezan z Vadi Igharghar, večinoma suho in pokopano reko z obsežno mrežo pritokov, ki bi, če bi imela kaj vode, tekla proti severu v erg iz gorovja Ahaggar v osrednji Sahari. Toda takšne suhe, starodavno narejene rečne struge, ki ležijo na videz neuporabne pod puščavskim peskom, lahko ohranijo redko padajočo deževnico, tako da jo odnesejo v podzemlje in tako rešijo vlago pred sicer »intenzivnim in skoraj takojšnjim« izhlapevanjem.

Pokopana rečna struga »v določenih primerih ne služi le za prenašanje v osrčje puščave vode oddaljenega deževja, ki je padlo zunaj puščavskega območja, ampak se v njej koncentrirajo vode lokalnih neviht in se hitro prenašajo v aluvialne bazene, kjer jih vpije svetlejša zemlja in tvorijo trajne zaloge v njenih globinah. Posledica tega je, da je tisto, kar rastlinje preživi, lokalizirano vzdolž strug vadijev ali v njihovih kotlinah; pravzaprav sta besedi vadi in pašnik v jeziku nomadov zamenljivi, ki običajno prebivajo v takih krajih.«
Zaradi teh in podobnih razlogov v zvezi z puščavsko ekologijo vode je geograf in zgodovinar Sahare E.-F. Gautier nekoč zapisal, da je Veliki vzhodni erg omenil kot veliki Igharghar Erg. Zato lahko površinska vlaga, sezonski pašniki in vodnjaki odražajo nevidne razmere pod peskom. Kar se zdi povsem negostoljuben erg, lahko drugje, v popolnem nasprotju, ponudi sadove »nekega zakopanega vadija«.
Severno od erga gorovje Aurès zagotavljajo obilen odtok. Te vode napajajo arteški vodonosnik Džerida, kljub temu, da njegovo površino prekrivajo slana jezera. Ti geografski pogoji ležijo v bližini Velikega vzhodnega erga. Tukaj rastejo »najboljši datlji v vsem Magrebu«. Pozimi pihajo vetrovi severozahodnih in severnih smeri. Veliki vzhodni erg »se zdi, da je bil potisnjen naprej na vzhodnih in jugovzhodnih pobočjih« proti Ghadamesu na libijski meji.
Vetrovi sčasoma pometejo puščavski pesek v kupe, ki se ob zadostni količini peska oblikujejo v vrsto gričev. Pri nekaterih vrstah sipin je naklon na privetrni strani postopen, na zavetrni pa strm in se lahko takšne sipine 'kotalijo' naprej, če jih piha v smeri vetra. Te sipine so po navadi pravokotne na smer vetra. Vegetacija ne preživi v takšnih razprostranjenosti vročega suhega peska. Življenje je le na redkih območjih, kjer lahko zdrži vlaga.
V puščavi Sahara so pogoste sipine tipa seif: tu zračni tokovi tvorijo peščene sipine vzporedno s prevladujočo smerjo vetra. Te sipine imajo dolge, ostre črte grebenov. Bočni vetrovi pa lahko spremenijo višino ali širino tako dolgih sipin, pri čemer je pobočje strmo na obeh straneh. Vzdolžne sipine na splošno tvorijo dolge vrste, katerih vzporedne črte grebenov sledijo smeri vetra.
Obstajajo še druge vrste sipin, tudi kompleksne sipine. Znano je tudi, da saharski vetrovi popolnoma očistijo območje peska in pustijo golo skalo (hamada) ali prod (reg).

## Ceste, mesta, naftna industrija
Veliki vzhodni erg je dostopen po kopnem po alžirski cesti, ki gre južno od Constantine. Poteka skozi gorovje Aurès, nato slana jezera pri mestu Biskra. Naprej cesta obide zahodni rob erga. Po približno 500 km v celoti doseže starodavno oazo Ouargla [Wargla]. Od pozne antike je bila Ouargla postojanka za saharsko trgovino, saj je bila vzdolž več tisoč kilometrov dolge karavanske poti, ki se je raztezala od Sredozemlja do Sahela. Pri tem so takšne karavane prečkale Saharo (arabsko aṣ-ṣaḥrā´ al-kubra, velika puščava). Ouargla je bila prestolnica poznosrednjeveškega M'zaba, ibadijske politične entitete, ki je izhajala iz zgodnejše Rustamidske politike. Ouargla [Wargla] je danes srednje veliko sodobno mesto (prebivalstvo: 129.000) in glavno mesto province s poudarkom na naftni industriji.
Zgornja alžirska cesta sever-jug iz Constantinea poteka skozi druge oaze. Severno od Wargle [Ouargla] leži Touggourt [Tuggurt, Taghit] (prebivalstvo: 153.000), kjer komercialno gojijo datljeve palme. Touggourt je bil prej srednjeveški sultanat in severna oaza na transsaharski trgovski poti.
Južno od Wargle na tej cesti leži Hassi Messaoud ['blagoslovljeni vodnjak'], ki je znotraj Velikega Erga. Do nedavnega je bila Hassi Messaoud majhna saharska vasica, vendar se je močno povečala zaradi lokalnega odkritja nafte leta 1956. Od takrat je bila zgrajena rafinerija nafte in mesto (trenutno število prebivalcev je ocenjeno na 60.000) zdaj oskrbuje mednarodno letališče.
Puščavska cesta, ki gre proti vzhodu od Hassi Messaouda, se nadaljuje skozi Veliki Erg, mimo vodnjaka z imenom Bordj Sif Fatima [morda 'Fatimin rečni stolp'] na poti do majhne, a starodavne naselbine Ghadames na libijski meji. Druga in boljša cesta od Hassi Messaouda gre proti jugu, prav tako prečka Veliki erg, kjer gre mimo vodnjaka, imenovanega Hassi Tartrat, preden doseže oddaljeno stran erga. Južneje leži gorovje Ahaggar.
Mesti Wargla in Touggourt ležita zunaj zahodnih meja erga. V bližini, znotraj sprejetih meja Velikega vzhodnega erga, je pokrajina opisana kot »praktično brez [peščenih] sipin«, očitno zaradi močnih, vztrajnih vetrov.
Nafta in drugi ogljikovodiki se pridobivajo v Alžiriji, na območjih in okolici Velikega vzhodnega erga. Poleg nafte v Wargli in Hassi Messaoudu druga alžirska nahajališča ogljikovodikov vključujejo In Salah, mesto (prebivalstvo: 44.000) na jugozahodu erga, ki daje zemeljski plin, ter tudi El Adeb Larache, Edželé, Tingentourine in Zarzaïtine (južno od erga, blizu Libije). Eno največjih nahajališč zemeljskega plina v Alžiriji je blizu Ghardaïe, zahodno od Touggourta. Plinovodi so bili zgrajeni severno do sredozemskega pristanišča Bourgie in kasneje severovzhodno skozi Tunizijo.
Vzdolž severnega roba Velikega vzhodnega erga naj bi tako fizična ekologija kot človeška kultura, ki tam živita od antičnih časov, tvorila kontinuum. Od Biskre (prebivalstvo: 200.000) v Alžiriji ob gorovju Aurès se ta regija razteza vzhodno do Džerida v Tuniziji. To je nizko ležeče območje čotov (solin) in občasnih oaz, kjer intenzivno gojijo na desettisoče datljevih palm. Med Biskro in Džeridom, vendar nekoliko južneje, leži El Oued, srednje veliko alžirsko mesto (prebivalstvo: 139.000), okrašeno s kupolami in oboki saharske arhitekture. Tudi oaza, ki je približno 100 km vzhodno od Touggourta in ob severni meji erga. Žejo El Oueda gasi podzemna reka.
V Tuniziji južno od morskega pristanišča Gabès, v bližini severovzhodnega roba Velikega vzhodnega erga, je več berberskih vasi, med njimi Tataouine. Od tod vodi mračna tunizijska asfaltirana cesta proti jugu vzdolž libijske meje, mimo peščenih sipin na vzhodnih mejah Velikega Erga in se konča pri Borj El Khadra, oazi, blizu Ghadamesa.
Starodavno oazno mesto Ghadames (prebivalstvo: 7000) v Libiji je tam, kjer se srečajo meje Alžirije, Tunizije in Libije. Mesto je neposredno ob jugovzhodnem robu Velikega Erga. Tuareški Berberi (ljudstvo, ki izvira iz osrednje Sahare) predstavljajo večino v Ghadamesu. To oazo je stari Egipt, pozneje Kartagina in Rim poznal kot Cydamus. Libijska cesta iz Tarabulusa (Tripoli) na sredozemski obali zdaj vodi do današnjega Ghadamesa. Zgodovinska saharska arhitektura v njenem starem mestnem jedru je vpisana na seznam Unescove dediščine kot Old Town of Ghadamès.
Letališče Oued Irara v Alžiriji pri Hassi Messaoudu (ki je v ergu) služi nekaj mednarodnim letom in tudi nacionalnim letom. Letališče Ouargla (OGX) ima omejene mednarodne in nacionalne lete. Severno od letališča erg Guemar, 20 km iz El Oueda, ima samo nacionalne lete. Letališče Ghadames v Libiji načrtuje samo nacionalne lete. Letališče Džerba–Zarzis (DJE/DTTJ) v Tuniziji služi mednarodnim in nacionalnim letom.